# Lamonzie-Saint-Martin

Lamonzie-Saint-Martin este o comună în departamentul Dordogne din sud-vestul Franței. În 2009 avea o populație de 2.268 de locuitori.

## Evoluția populației
| An        | 1975  | 1982  | 1990  | 1999  | 2006  | 2009  |
| --------- | ----- | ----- | ----- | ----- | ----- | ----- |
| Populație | 1.446 | 1.612 | 2.010 | 2.069 | 2.212 | 2.268 |